# Witte tonijn
De witte tonijn (Thunnus alalunga) of albacore is een straalvinnige vis uit de familie van makrelen (Scombridae) en behoort derhalve tot de orde van baarsachtigen (Perciformes). De vis kan een lengte bereiken van 140 cm.

## Leefomgeving
De tonijn is een zoutwatervis. De vis prefereert een subtropisch klimaat en leeft hoofdzakelijk in de Grote Oceaan. Bovendien komt de tonijn voor in de Middellandse Zee. De diepteverspreiding is 0 tot 600 m onder het wateroppervlak.

## Relatie tot de mens
De tonijn is voor de visserij van groot commercieel belang. In de hengelsport wordt er weinig op de vis gejaagd.